# Canal Irtych-Karaganda
Le canal Irtych-Karaganda (en russe : Канал Иртыш — Караганда, en kazakh : Ertis-Qarağandı), appelé officiellement canal Qanış Sätbaev, est un canal du Kazakhstan, ayant pour but d'alimenter en eau l'importante région industrielle et minière de Karaganda (Qarağandı) grâce au détournement d'une petite partie des eaux de l'Irtych (Ertis en Kazakh). Le canal traverse les oblys (provinces) de Pavlodar et de Karaganda.
Le canal n'est pas terminé. Sa construction fut interrompue après 1979. Lorsqu'il sera achevé, il s'étendra sur 1 037 kilomètres jusqu'à la ville de Djezkazgan, ville située à 400 kilomètres au nord-est de Kyzylorda sur le Syr-Daria. 
Actuellement, c'est la ville de Karaganda qui est la plus grande utilisatrice de l'eau du canal, mais celle-ci est distribuée également ailleurs, tant pour les besoins industriels qu'agricoles ou domestiques, dans les oblys (ou oblasts) de Pavlodar et de Karaganda.

## Description
Le canal actuel (depuis 1979 jusque 2002) est long de 458 kilomètres et coule depuis la vallée de l'Irtych au sud de la ville d'Aksou (anciennement Yermak), vers la steppe aride de Karaganda. Ce faisant, il doit surmonter une dénivellation de pas moins de 418 mètres, raison pour laquelle 22 stations de pompage ont été construites tout au long de son parcours. Le canal n'est donc pas navigable ; il sert exclusivement comme une sorte de gigantesque conduite d'eau à ciel ouvert. On trouve sur son parcours 14 réservoirs, 34 canaux accessoires de distribution et 39 ouvrages d'art de différents types : stations de pompage, ponts, etc.
Le canal a une largeur de 30 à 50 mètres et jusqu'à 7 mètres de profondeur. Son débit varie de 76 m3/s au départ, jusque 13 m3/s en fin de parcours.
Dans sa partie centrale, le canal utilise le lit des rivières Chiderty (versant est - bassin de l'Irtych) et Noura (tributaire du lac Tengiz, au sud du bassin de l'Ichim), dont les cours supérieurs ont été transformés en cascades de réservoirs. 
De 1968 à 2002, 17,05 milliards de mètres cubes d'eau avaient ainsi été transférés et amenés auprès de nombreux utilisateurs dont : 7 530 millions de mètres cubes dans l'oblys de Pavlodar, 994 millions de mètres cubes dans celui d'Aqmola, et 8 526 millions de mètres cubes dans celui de Karaganda .

## Histoire
La construction du canal débuta en 1962, et connut sa première mise en service en 1968.
Le canal atteignit Karaganda en 1975, et la ville de Jayrem en 1979. En 2002 cependant, on entama la construction d'un prolongement vers la rivière Ichim, et de là vers le réservoir de Vyatcheslavskoie, sur l'Ichim, à moins de 50 kilomètres en amont de Astana, pour l'alimentation de la nouvelle capitale.

## Perspectives
À l'avenir, il est prévu d'allonger le canal pour pourvoir en eau de nouvelles surfaces agricoles. Mais surtout, l'utilisation de ses eaux sera élargie dans la région de Astana, pour assurer les besoins de tous ordres de cette région en plein développement.